# Nintendo Mini Classics

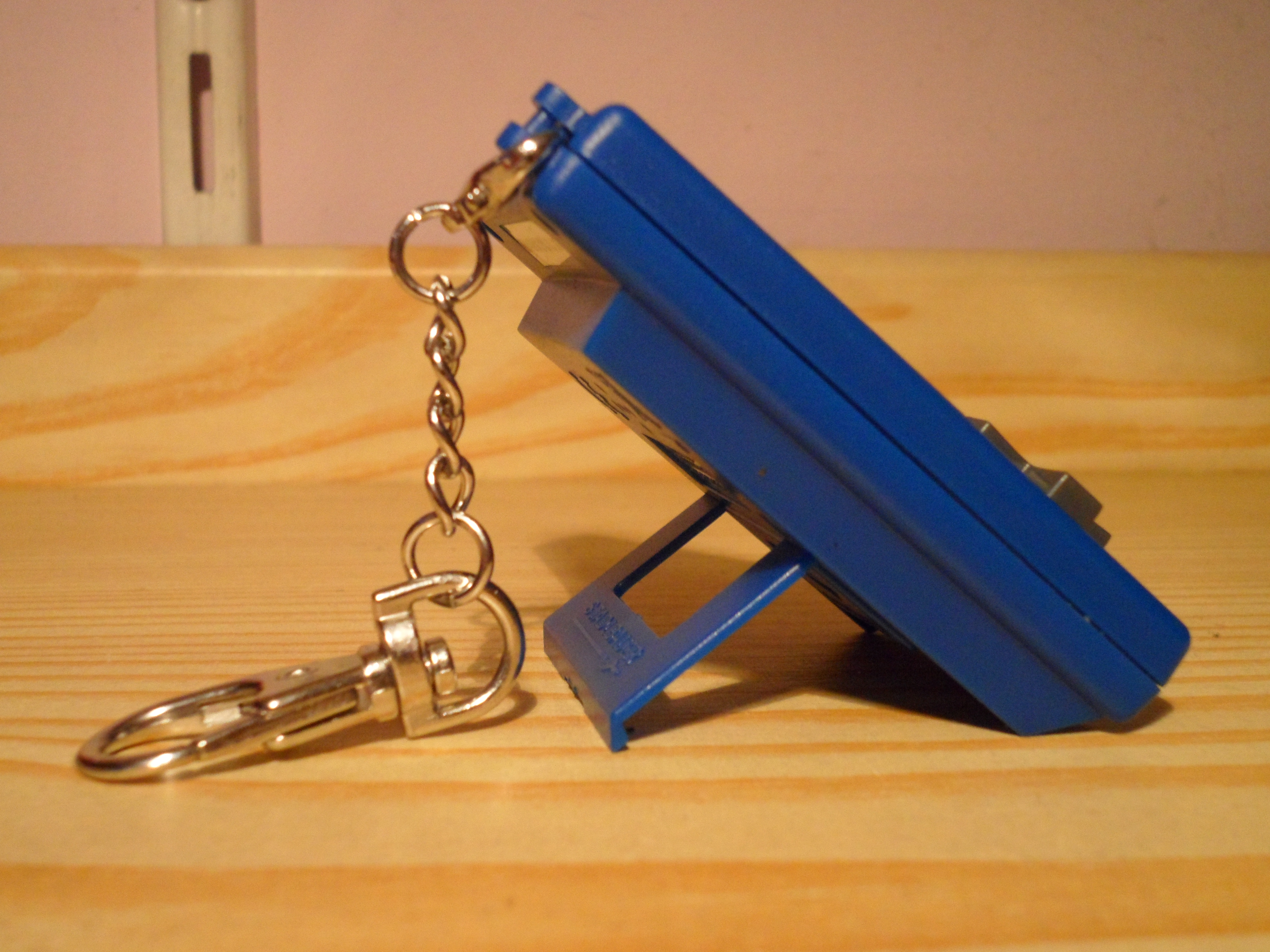
Nintendo Mini Classics

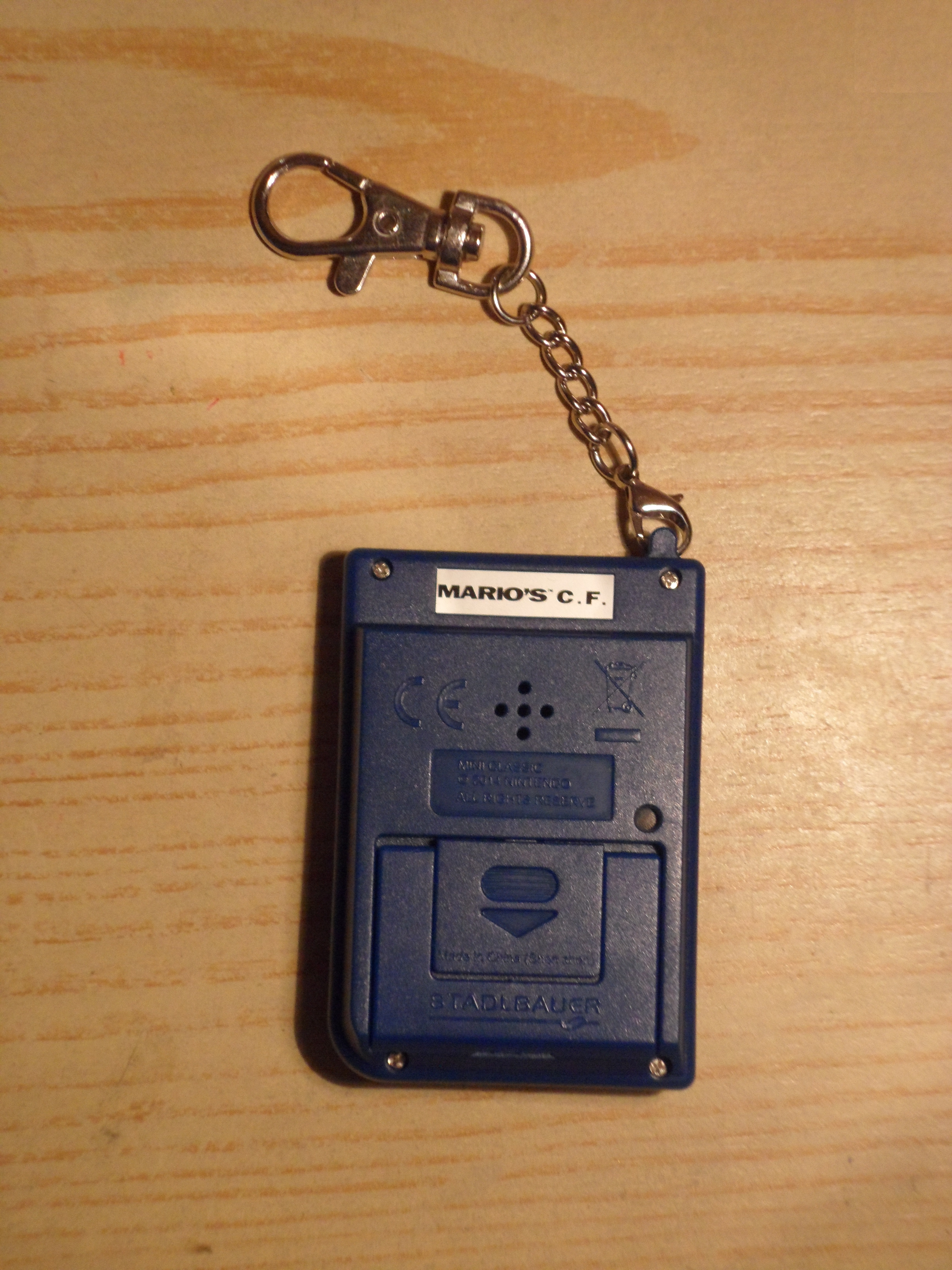
Retro

Nintendo Mini Classics è una serie di giochi elettronici concesso in licenza da Nintendo a partire dal 1998, con forma simile al Game Boy. È un sistema portatile di piccole dimensioni (65 mm x 45 mm x 15 mm), dotato di uno schermo LCD in bianco e nero, tre tasti azione più croce direzionale, e un orologio integrato.

## Giochi
I giochi si suddividono tra riedizioni dei classici Game & Watch e tra titoli inediti.
Alcuni dei modelli di Mini Classics, in particolare i giochi Mario e Donkey Kong che sono stati più volte ricommercializzati, sono stati venduti con colorazioni diverse rispetto ai modelli originali venduti nel 1998. Questo è dovuto in larga parte alle diverse società che hanno lavorato insieme alla Nintendo per produrre e distribuire i diversi modelli. Ad alcuni modelli sono anche stati forniti dei display LCD colorati. Le società che aiutano a distribuire i Mini CLassics sono anche responsabili per la programmazione della loro versione dei giochi; per questo motivo i giochi possono avere un sonoro diverso fra loro ed anche avere un diverso comportamento durante l'utilizzo.

### Riedizioni di Game & Watch
- Donkey Kong (Dual-Screen)
- Donkey Kong Jr.
- Fire
- Mario's Cement Factory
- Octopus
- Oil Panic (Dual-Screen) (solo in Europa)
- Parachute
- Snoopy Tennis
- Super Mario Bros.
- Zelda (Dual-Screen)[1]

### Titoli originali
- Carrera (a racing game branded by the slot car manufacturer Carrera)
- Harry Potter and the Goblet of Fire (solo in Europa)

- The Smurfs (solo in Europa)
- Soccer
- Spider-Man
- Star Trek: The Next Generation (Single Screen) (solo in Europa).
- Star Trek: The Next Generation (Dual-Screen) (solo in Europa)

- Sudoku (esclusiva europea)
- Tetris (solo in Europa) (licenza di Nintendo)[2]
- UEFA Euro 2008 (solo in Europa)
- Yu-Gi-Oh!